# Ashado
Ashado, née en 2001, est un cheval de course pur-sang, membre du Hall of Fame des courses américaines.

## Carrière de course
Élevée dans le Kentucky, acquise pour $ 170 000 aux ventes de yearlings de septembre 2022 à Keeneland, Ashado s'impose d'emblée pour ses débuts en juin 2003 et rapidement se place dans la course au titre de meilleure 2 ans américaine puisqu'elle enlève coup sur coup les Schuylerville Stakes et surtout les importants Spinaway Stakes. À l'automne, elle perd son invincibilité dans les Frizette Stakes, terminant troisième, avant de prendre une bonne deuxième place dans la Breeders' Cup Juvenile Fillies, vaincue par l'invaincue Halfbridled, bientôt élue championne des 2 ans. Mais elle achève sa saison sur une victoire dans les Demoiselle Stakes, un groupe 2 disputé à Aqueduct. 
Ashado débute son année de 3 ans par un succès et peu à peu prend le leadership de sa génération, à la faveur de sa grande régularité dans les groupe 1 réunissant les meilleures pouliches du pays. Lauréate des Kentucky Oaks, deuxième des Mother Goose Stakes, lauréate des Coaching Club American Oaks, troisième des Alabama Stakes, son plus mauvais classement cette année-là. En fin de saison, elle affronte pour la première fois ses aînées dans la Breeders' Cup Distaff. Si la championne Azeri a préféré disputer le Classic, la bonne Storm Flag Flying la supplée au titre de challenger, avec la Française Nebraska Tornado, qui s'aventure pour la première fois sur le dirt. Mais Ashado les domine facilement, et conclut une année remarquable avec ce doublé inédit Kentucky Oaks / Breeders' Cup Distaff qui lui vaut logiquement le titre de meilleure 3 ans de l'année. 
Restée à l'entraînement à 4 ans, avec pour objectif de conserver son titre dans la Breeders' Cup Distaff, Ashado va se montrer tout aussi consistante et, malgré deux couacs, gonfler un palmarès déjà bien rempli. Le premier couac, c'est sa rentrée manquée en avril dans le April Blossom Handicap. Mais elle se rattrape vite et, à l'été, enquille deux nouveaux groupe 1, le Ogden Phipps Handicap et le Go For Wand Handicap. Après un second couac dans les Personnal Ensign Stakes, où elle est bien battue, elle s'offre un septième groupe 1 dans les Beldame Stakes. Enfin, dans la Breeders' Cup Distaff, elle a l'occasion de devenir la jument la plus riche de l'histoire des courses américaines. Il faudrait pour cela terminer au moins deuxième, mais Ashado n'y parvient pas : devancée d'une encolure par sa vieille rivale Society Selection (qu'elle avait rencontré huit fois au cours de sa carrière, et battu six fois) pour le premier accessit, elle termine à distance de l'outsider Pleasant Home. Cette défaite finale ne l'empêche pas d'empocher un nouvel Eclipse Award (meilleure jument d'âge de l'année), et sa très belle carrière lui vaut d'être admise en 2014 au Hall of Fame des courses américaines. 

### Résumé de carrière
| Date        | Hippodrome      | Pays        | Course                                 | Statut      | Distance    | Jockey             | Place       | Écart       | Vainqueur ou deuxième |
| 2003, 2 ans | 2003, 2 ans     | 2003, 2 ans | 2003, 2 ans                            | 2003, 2 ans | 2003, 2 ans | 2003, 2 ans        | 2003, 2 ans | 2003, 2 ans | 2003, 2 ans           |
| ----------- | --------------- | ----------- | -------------------------------------- | ----------- | ----------- | ------------------ | ----------- | ----------- | --------------------- |
| 18 juin     | Belmont Park    | États-Unis  | Maiden                                 |             | 1 100 m     | John R. Velasquez  | 1er / 5     | 7           | Please Take Me Out    |
| 23 juillet  | Saratoga        | États-Unis  | Schuylerville Stakes                   | Gr. 2       | 1 200 m     | Edgar Prado        | 1er / 7     | 3           | Maple Syrple          |
| 29 août     | Saratoga        | États-Unis  | Spinaway Stakes                        | Gr. 1       | 1 400 m     | Edgar Prado        | 1er / 6     | 1 ¼         | Be Gentle             |
| 4 octobre   | Belmont Park    | États-Unis  | Frizette Stakes                        | Gr. 1       | 1 700 m     | Jose Santos        | 3e / 8      | 4           | Society Selection     |
| 25 octobre  | Santa Anita     | États-Unis  | Breeders' Cup Juvenile Fillies         | Gr. 1       | 1 700 m     | John R. Velasquez  | 2e / 14     | 2 ½         | Halfbridled           |
| 29 novembre | Aqueduct        | États-Unis  | Demoiselle Stakes                      | Gr. 2       | 1 800 m     | Jerry Bailey       | 1er / 7     | nez         | La Reina              |
| 2004, 3 ans |                 |             |                                        |             |             |                    |             |             |                       |
| 6 mars      | Fair Grounds    | États-Unis  | Fair Grounds Oaks                      | Gr. 2       | 1 700 m     | Cornelio Velasquez | 1er / 6     | 3 ¾         | Victory USA           |
| 3 avril     | Keeneland       | États-Unis  | Ashland Stakes                         | Gr. 1       | 1 700 m     | Cornelio Velasquez | 2e / 4      | 1/2         | Madcap Escapade       |
| 30 avril    | Churchill Downs | États-Unis  | Kentucky Oaks                          | Gr. 1       | 1 800 m     | John R. Velasquez  | 1er / 11    | 1 ¼         | Island Sand           |
| 26 juin     | Belmont Park    | États-Unis  | Mother Goose Stakes                    | Gr. 1       | 1 800 m     | John R. Velasquez  | 2e / 6      | 2 ½         | Stellar Jayne         |
| 24 juillet  | Belmont Park    | États-Unis  | Coaching Club America Oaks             | Gr. 1       | 2 000 m     | John R. Velasquez  | 1er / 6     | 4 ½         | Stellar Jayne         |
| 21 août     | Saratoga        | États-Unis  | Alabama Stakes                         | Gr. 1       | 2 000 m     | John R. Velasquez  | 3e / 8      | 3           | Society Selection     |
| 2 octobre   | Philadelphia    | États-Unis  | Cotillion Handicap                     | Gr. 2       | 1 700 m     | Eibar Coa          | 1er / 7     | 2 ¾         | Ender's Sister        |
| 30 octobre  | Lone Star park  | États-Unis  | Breeders' Cup Distaff                  | Gr. 1       | 1 800 m     | John R. Velasquez  | 1er / 11    | 1 ¼         | Storm Flag Flying     |
| 2005, 4 ans |                 |             |                                        |             |             |                    |             |             |                       |
| 9 avril     | Ooaklawn Park   | États-Unis  | Apple Blossom Handicap                 | Gr. 1       | 1 700 m     | John R. Velasquez  | 5e / 7      | 1 ¾         | Dream of Summer       |
| 20 mai      | Pimlico         | États-Unis  | Pimlico Breeders' Cup Distaff Handicap | Gr. 3       | 1 700 m     | John R. Velasquez  | 2e / 4      | 3/4         | Silmaril              |
| 18 juin     | Belmont Park    | États-Unis  | Ogden Phipps Handicap                  | Gr. 1       | 1 700 m     | John R. Velasquez  | 1er / 5     | 3           | Society Selection     |
| 31 juillet  | Saratoga        | États-Unis  | Go For Wand Handicap                   | Gr. 1       | 1 800 m     | John R. Velasquez  | 1er / 5     | 9 ½         | Bending Strings       |
| 26 août     | Saratoga        | États-Unis  | Personal Ensign Stakes                 | Gr. 1       | 2 000 m     | John R. Velasquez  | 4e / 6      | 15          | Shadow Cast           |
| 1er octobre | Belmont Park    | États-Unis  | Beldame Stakes                         | Gr. 1       | 1 800 m     | John R. Velasquez  | 1er / 7     | 1/2         | Happy Ticket          |
| 29 octobre  | Belmont Park    | États-Unis  | Breeders' Cup Distaff                  | Gr. 1       | 1 800 m     | John R. Velasquez  | 3e / 13     | 9 ½         | Pleasant Home         |

## Au haras
À l'issue de sa carrière bien remplie, Ashado est mise en vente publique par ses propriétaires à Keeneland. La bataille d'enchères que se livre les deux superpuissances Godolphin et Coolmore rappelle les grandes heures de Keeneland dans les années 80, lorsque ces mêmes adversaires se disputaient à coups de millions des yearlings aux origines prestigieuses mais à l'avenir incertain. C'est finalement l'argent du Golfe qui a raison de celui des Irlandais, et Ashado rejoint Darley Stud pour 9 millions de dollars, un record mondial pour une poulinière dont on ne sait encore rien des capacités. Rétrospectivement, Coolmore doit se frotter les mains de n'avoir pas jeter l'argent par la fenêtre car Ashado eut neuf produits, dont sept vainqueurs, mais tous à un faible niveau. Le meilleur d'entre eux a remporté une Listed. Ashado, elle, a pris sa retraite en 2023 et termine sa vie dans son haras. 

## Origines
Ashado est une fille de Saint Ballado, cheval de grande origine (il est le propre frère du phénoménal 2 ans Devil's Bag et de la championne canadienne Glorious Song, jument d'âge de l'année aux États-Unis en 1980 et mère de Singspiel et Rahy), qui malgré un palmarès peu fourni (une victoire dans l'Arlington Classic avant qu'une blessure n'interrompe sa carrière) est devenu un très bon étalon. En 2005, les exploits de ses deux meilleurs produits, Ashado et Saint Liam (Breeders' Cup Classic, et cheval de l'année), lui ont valu un titre de tête de liste des étalons américains. Mort prématurément, à 13 ans, en 2002, Saint Ballado faisait la monte à $ 125 000 dans le Kentucky. Il est également le père de Captain Bodgit (Florida Derby), Yankee Victor (Metropolitan Handicap) ou encore Sunriver, le frère d'Ashado, vainqueur de la Hollywood Turf Cup. 
Goulash, la mère d'Ashado, avait du talent puisqu'elle pris un accessit dans un groupe 3 à Santa Anita, en Californie. Elle s'est révélée excellente poulinière, puisqu'elle a donc donné Sunriver, mais aussi, toujours avec Saint Ballado, le placé de groupe 2 Saint Stephen, entre autres vainqueurs.

### Pedigree
| Origines de Ashado (USA), jument baie brune née en 2001 | Origines de Ashado (USA), jument baie brune née en 2001 | Origines de Ashado (USA), jument baie brune née en 2001 | Origines de Ashado (USA), jument baie brune née en 2001 |
| ------------------------------------------------------- | ------------------------------------------------------- | ------------------------------------------------------- | ------------------------------------------------------- |
| Père Saint Ballado 1989                                 | Halo 1989                                               | Hail to Reason                                          | Turn-to                                                 |
| Père Saint Ballado 1989                                 | Halo 1989                                               | Hail to Reason                                          | Nothirdchance                                           |
| Père Saint Ballado 1989                                 | Halo 1989                                               | Cosmah                                                  | Cosmic Bomb                                             |
| Père Saint Ballado 1989                                 | Halo 1989                                               | Cosmah                                                  | Almahmoud                                               |
| Père Saint Ballado 1989                                 | Ballade 1972                                            | Herbager                                                | Vandale                                                 |
| Père Saint Ballado 1989                                 | Ballade 1972                                            | Herbager                                                | Flagette                                                |
| Père Saint Ballado 1989                                 | Ballade 1972                                            | Miss Swapsco                                            | Cohoes                                                  |
| Père Saint Ballado 1989                                 | Ballade 1972                                            | Miss Swapsco                                            | Soaring                                                 |
| Mère Goulash 1993                                       | Mari's Brook 1978                                       | Northern Dancer                                         | Nearctic                                                |
| Mère Goulash 1993                                       | Mari's Brook 1978                                       | Northern Dancer                                         | Natalma                                                 |
| Mère Goulash 1993                                       | Mari's Brook 1978                                       | Mari Her                                                | Maribeau                                                |
| Mère Goulash 1993                                       | Mari's Brook 1978                                       | Mari Her                                                | Hem and Haw                                             |
| Mère Goulash 1993                                       | Wise Bride 1987                                         | Blushing Groom                                          | Red God                                                 |
| Mère Goulash 1993                                       | Wise Bride 1987                                         | Blushing Groom                                          | Runaway Bride                                           |
| Mère Goulash 1993                                       | Wise Bride 1987                                         | Wising Up                                               | Smarten                                                 |
| Mère Goulash 1993                                       | Wise Bride 1987                                         | Wising Up                                               | Hardly (famille 16-g)                                   |